# 超戒寺

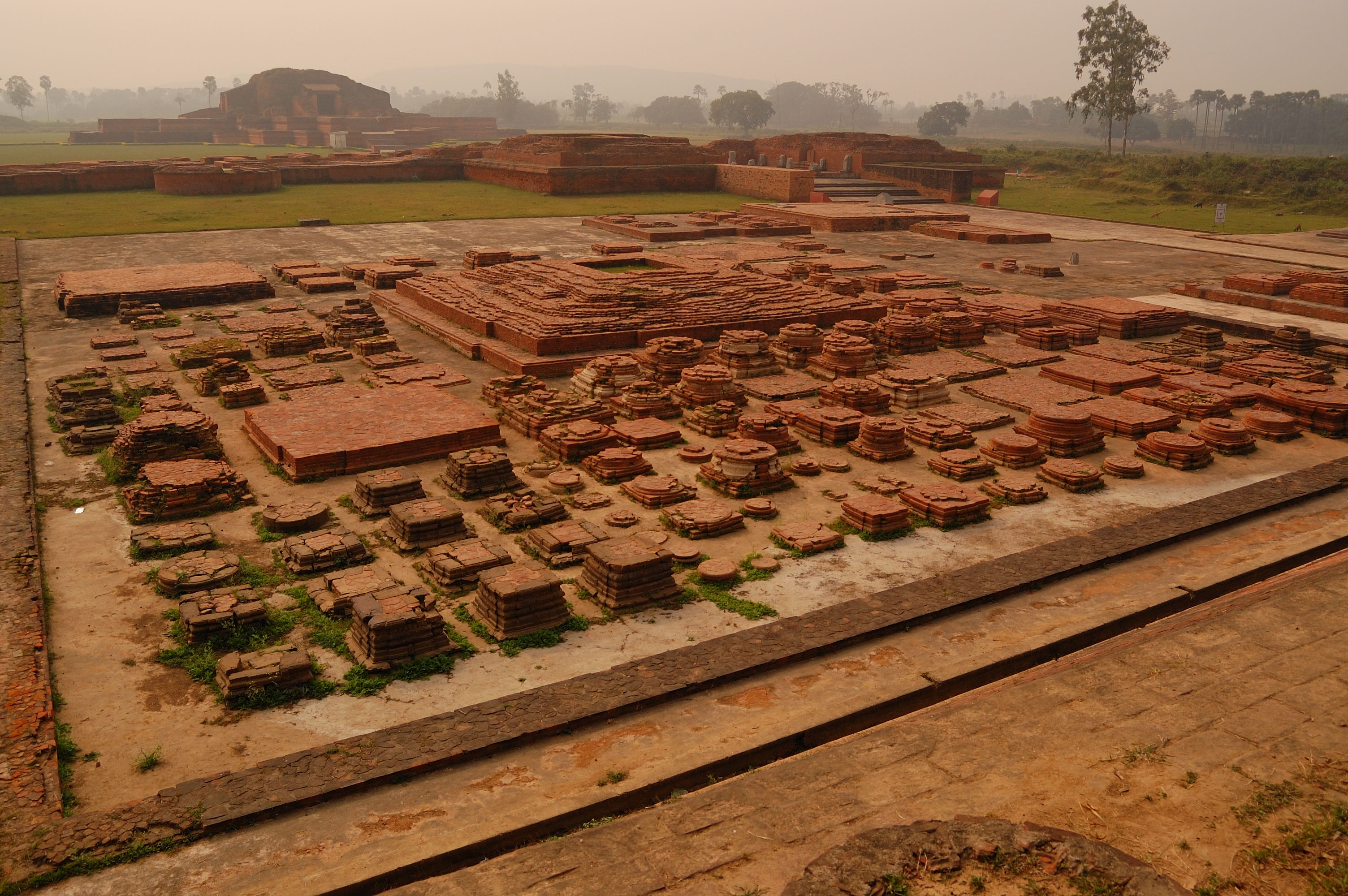
超戒寺遗址

超戒寺，又稱超行寺、超岩寺，古代印度佛教寺院，密宗学术中心。

## 創建
波羅王朝第四代國王達摩波羅（公元766-829年）所創建。西元1203年被穆斯林所毀，遗址仅存残垣断壁。

## 該寺之地位
與那爛陀寺、烏丹塔普拉寺（梵 Uddandapura）、婆耆羅沙納寺（梵 Vajrāsana）並稱印度四大寺。
曾为印度佛教大乘佛学中心，十世紀時成為印度金剛乘之（梵 vajrayāna）中心，與那爛陀寺等並列，學僧往來頻繁。
此寺甚受波羅王朝各代的國王所護持，成績優良之畢業學生可得國王授予「班智達」學位（類似今日之博士）。

## 建築格局
全寺共有108座殿堂，計有一般佛殿54座，周圍有53座大小殿，專門供奉密教諸神像。相传建筑规模胜过笈多王朝的国家寺院那烂陀寺。

## 著名人物
- 釋迦師利跋陀羅（,（1127年－1225年），為印度那爛陀寺末任座主。在西藏歷史上他被稱為「喀什米爾班智達」，著有《菩提道次第攝論》，影響早期薩迦派思想的形成。[5][6]
- 羅特納伽羅商底
- 阿底峡大师入藏之前曾住持此寺（1034－1038年）。[7][8]
- 那洛巴